# Serieåret 1903

## Händelser

### Okänt datum
- I USA får serien The Upside-Downs av Gustave Verbeck premiär.
- I USA får A. Piker Clerk av Clare Briggs premiär.
- De amerikanska serierna Mr. Goodenough, Sister’s Little Sister’s Beau och The Phurious Phinish of Phoolish PhilipePhunny Phrolics av George Herriman har premiär i New York Herald

## Födda
- 30 januari - Gösta Hammarlund (död 1987), norsk tecknare och journalist.
- 25 februari- Darrell Craig McClure (död 1987), amerikansk serietecknare, mest känd för Little Annie Rooney.
- 21 juni - Al Hirschfeld (död 2003), amerikansk skämttecknare.